# Orquesta Avilés
La Orquesta Avilés fue fundada el 16 de octubre de 1882 en la ciudad de Holguín, Cuba, lo que la convierte en la agrupación de música popular en activo más antigua de Cuba, de Latinoamérica y posiblemente del mundo. Su existencia se extiende a lo largo de tres siglos, lo que la hace única dentro del panorama musical hispanoamericano. 
Más allá de su longevidad, esta prestigiosa institución ha trascendido por la calidad de su repertorio, su adaptación a los cambios estilísticos de la música popular cubana, y su papel como formadora de generaciones de músicos. La Orquesta Avilés es motivo de especial orgullo para los holguineros, quienes la consideran un símbolo cultural de la ciudad y le rinden homenaje permanente. Su historia es, a la vez, la de la música popular cubana narrada a través de los siglos, con un legado que combina tradición, identidad y excelencia artística.

## SigloXIX
Al igual que la mayoría de las agrupaciones de aquella época, la Avilés adoptó inicialmente el formato de orquesta típica y se dedicó sobre todo a la interpretación de danzas, contradanzas y cubanísimos danzones. Entre sus primeros integrantes se encontraban: Manuel Avilés Lozano (fundador y primer director), Wilfredo Avilés, Segundo Avilés, Enrique Urbino, Jacobo Urbino, José Urbino, Manuel Dositeo Aguilera, Fermín Correa, Juan Hechavarría y Antonio Serrano.
Al inicio de la Guerra de Independencia de 1895, la mayoría de sus miembros se sumó a la contienda independentista y conformaron la Banda Militar de la Invasión, que participó en esa campaña bajo el mando del Lugarteniente General Antonio Maceo Grajales. Esta banda fue protagonista de la instrumentación del “Himno Invasor”, que, sobre el texto de Enrique Loynaz del Castillo, fue musicalizado por el Capitán Manuel Dositeo Aguilera y el Teniente Jesús Avilés, director y organizador de dicha banda, respectivamente.
Es así como los Avilés, Urbino, Milord, Aguilera, junto con Manuel y Belisario Escobar, Juan Antonio Orozco, Juan Hechavarría, Antonio Guillén, José del Toro y muchos otros músicos, llevaron sus instrumentos a la manigua, y la orquesta que en los días de paz amenizaba las fiestas sociales, se convirtió en banda militar que anunciaba las victorias de los mambises y entonaba en los campos de batalla las gloriosas notas de la libertad.
Al finalizar la guerra del 95, Manuel Avilés Lozano, a quien por su aporte a la causa libertadora le fue otorgado el grado de subteniente por el Mayor General Calixto García Íñiguez, continuó brindando su contribución musical a la sociedad holguinera. En 1900, el fundador de la “Avilés” llegó a ser concejal del Ayuntamiento y la orquesta dirigida por él ofrecía retretas dominicales en la Plaza de Armas, hoy Parque Calixto García.

## SigloXX
En la década de 1920, se aprecia un auge de la actividad cultural en la ciudad, especialmente en sus salones y teatros. En la mayoría de esas funciones estuvo presente la labor musical de la “Avilés”, que se desdoblaba en múltiples formatos para poder abarcar todos los escenarios y necesidades. Cabe destacar que fue la primera en Cuba en llevar la música como acompañamiento al cine mudo, lo que marcó un hito en la historia musical del país.
El formato de orquesta típica de metales fue sustituido paulatinamente por el de charanga francesa, y más tarde evolucionó hacia una jazz band, con la peculiar impronta de Mauro Avilés Cruz, hijo de Don Manuel, reconocido saxofonista holguinero que se mantuvo como miembro de la orquesta por más de 60 años. En 1923, llegó a estar integrada completamente por miembros de la familia, razón por la que comenzó a llamarse “Orquesta Hermanos Avilés”.
En 1937, realizó su primera gira nacional por la república y los medios comenzaron a denominarla con calificativos como “La Emperatriz del Ritmo y la Melodía”, “La Orquesta de su Gusto”, “La Imprescindible” y “La Famosa”, lo cual evidencia su creciente prestigio y connotación socio–cultural.
En 1956, se produce su primera gira internacional, en Caracas, Venezuela. Allí realizaron presentaciones en programas radiales y televisivos, y compartieron escenario con reconocidas orquestas como las de Benny Moré, Billo's Caracas Boys y Luis Alfonso Larraín. Durante esta etapa, la orquesta contó con la dirección musical de “Juanito” Márquez, prestigioso compositor, arreglista e instrumentista, cuyo virtuosismo determinó un variado y exitoso repertorio. Fruto de esta etapa creativa surgió el nuevo ritmo “Pa’cá”, que fue acogido con entusiasmo tanto por bailadores como por compositores. Entre sus temas más populares se encuentran: “Arrímate pa’cá”, “Pituka la bella” y “Cuidado con la vela”.
Cronides Avilés Hechavarría (1918–1997), nieto del fundador, dirigió la orquesta desde 1956 hasta 1980, uno de sus períodos más brillantes. Su hijo Julio y su nieto Pedro siguieron la tradición familiar como destacados saxofonistas. Otros músicos estelares que han integrado la orquesta incluyen: Germán Piferrer, Jorge Varona, Onelio Pérez, Francisco García y Enrique Avilés.
En 1970, ocho de sus miembros recibieron la medalla “Treinta años de Servicio al Arte” y la agrupación fue condecorada con la Orden “Centenario del Natalicio de Lenin”. Tres integrantes —Juan Ulises Milord Jorge, Reinaldo Humberto Cordero Cartaya y Ricardo González Castro— cumplieron misiones internacionalistas en países de África.
A finales de la década de 1970, se incorporaron Mauro Avilés Fernández (saxofón barítono y flauta) y Gastón Howard Allen Binhan (trompeta), quienes desde entonces han mantenido una activa participación como músicos y directores.
En 1978, la Avilés tuvo una participación destacada en el XI Festival Mundial de la Juventud y los Estudiantes, celebrado en La Habana. La orquesta recibió a las delegaciones internacionales en el Aeropuerto Internacional José Martí y permaneció junto a la delegación finlandesa durante el evento.
Durante este período, la calidad interpretativa y popularidad de la agrupación aumentaron notablemente, con temas exitosos como “Popurrí de merengues”, “Préstame un peso, Vicente”, “La leche”, “La mamá de Juana” y “Que tira y que jala”. En 1988, fue invitada al Festival Internacional de Varadero.
En 1993, bajo la dirección de Mauro Avilés (hijo), la orquesta realizó una gira por Portugal, que se extendió durante un mes, con actuaciones en plazas, centros nocturnos y medios de comunicación.
A finales de los años 90, la agrupación fue dirigida por Manuel de Jesús Leyva (Koko), también director de la Banda Municipal de Conciertos. “Koko” es el creador del ritmo homónimo, estrenado en 1972 precisamente por la Avilés.

## SigloXXI
En sus más recientes etapas, la orquesta ha reafirmado su compromiso con la tradición histórica y cultural que la vio nacer, insertándose en el Catálogo de Excelencia Nacional como la decana de las orquestas cubanas. Entre sus reconocimientos figuran la Orden por la Cultura (otorgada por el Consejo de Estado), El Hacha de Holguín y El Aldabón de la Periquera, símbolos de orgullo cultural en la región.
La agrupación ha alcanzado las más altas calificaciones en evaluaciones artísticas nacionales, gracias a su entrega y profesionalismo, lo que le ha permitido mantenerse vigente en la preferencia popular.
La actual generación de la Orquesta Hermanos Avilés, bajo la batuta del maestro Gastón Howard Allen Binhan, defiende con orgullo la identidad cultural regional y da continuidad a más de 140 años de quehacer artístico, consolidando su lugar como Patrimonio de la Cultura Nacional.

## Discografía
A lo largo de su trayectoria, la Orquesta Avilés ha acompañado a numerosos solistas renombrados como Claudio José Brindis de Salas, Celia Cruz, Miguelito Valdés, Benny Moré, Fernando Álvarez, Rolo Martínez, Pacho Alonso, Rosita Fornés, Héctor Téllez, Farah María, Mundito González y Eliades Ochoa. También ha compartido escenario con artistas y agrupaciones internacionales como Los Chavales de España, Jorge Negrete, Tito Guízar, Roland Gerbaurd, Aldemaro Romero, Lucho Gatica, Tito Puente, Andy Montañés, entre otros.
La orquesta grabó su primer disco en 1967 con el sello Areíto, titulado Juanito Márquez y la Orquesta Avilés. En 1982, grabó su segundo álbum Mi querido Holguín, en los Estudios Siboney de Santiago de Cuba. Posteriormente, en 1995, realizó otra producción musical que recoge los éxitos de varias giras nacionales e internacionales.